# Metandienon
Metandienon, auch bekannt als Methandienon oder Methandrostenolon wird unter anderem unter dem Markennamen Dianabol (D-Bol) verkauft. Es ist ein androgen, anaboles Steroid (AAS) und Medikament, das häufig im Bodybuilding verwendet wird. Es zählt seit Jahren zu den am häufigsten missbrauchten Anabolika., da es erschwinglich und wirksam ist. Es wird auch für körperliche und leistungssteigernde Zwecke verwendet. Die Einnahme erfolgt häufig oral.

## Geschichte
Es wurde 1955 von dem amerikanischen Arzt John Ziegler erstmals synthetisiert. Er verkaufte die Rechte 1956 an Ciba (Basel), die das Präparat ab 1960 unter dem Handelsnamen Dianabol vertrieben. Aufgrund der Nebenwirkungen nahm Ciba Dianabol 1982 vom Markt. Auch in Deutschland ist Metandienon nicht mehr im Handel. In Polen (Handelsname Metanabol) und Rumänien (Handelsname Naposim) ist der Arzneistoff noch erhältlich.

## Pharmakologie
Metandienon ist durch seine Methylierung ein 17α-alkyliertes Steroid. Diese Alkylierung bedingt, dass Metandienon nur einem geringen First-Pass-Effekt unterliegt, also oral eingenommen werden kann. Gleichzeitig weist es eine geringere Affinität sowohl zu Androgenrezeptoren als auch zum sexualhormonbindenden Globulin (SHGB) auf. Da nur freie, also nicht an SHGB gebundene Androgene wirksam sind, ist Metandienon in summa deutlich aktiver als Testosteron. Andererseits aromatisiert es leichter zum entsprechenden Östrogen.

## Nebenwirkungen
Neben der anabolen Wirkung treten als Nebenwirkungen Bluthochdruck, Akne, Alopezie (Haarausfall auf dem Kopf) und – im Zuge der Aromatisierung als östrogenbedingte Nebenwirkungen – Gynäkomastie (Ausbildung einer weiblichen Brust beim Mann), Zunahme des Unterhautfettgewebes und Wassereinlagerung im Gewebe auf. Des Weiteren kommt es insbesondere bei Männern zu Störungen des gonadalen Regelkreises, d. h. zu einer Beeinträchtigung der Hormon- und Spermienproduktion und in der Folge zu vorübergehender Unfruchtbarkeit. Bei längerer Anwendung von Metandienon ist – wie auch bei der Anwendung von anderen 17α-alkylierten Steroiden – eine Leberschädigung zu erwarten.